# Conotrachelus picturatus
Conotrachelus picturatus – gatunek chrząszcza z rodziny ryjkowcowatych.

## Zasięg występowania
Ameryka Południowa, występuje w Brazylii.

## Budowa ciała
Przednia krawędź pokryw znacznie szersza od przedplecza, nieco zaokrąglona. Na ich powierzchni liczne stożkowate, ostro zakończone garbki. Przedplecze okrągławe w zarysie, na jego powierzchni charakterystyczny rysunek jasnych linii tworzących trzy wydłużone trójkąty skierowane ostrymi kątami do tyłu. Całe ciało nieregularnie pokryte krótkimi, gęstymi włoskami.